# Економија рада
Економија рада (енгл. Labour economics) проучава како су радници подељени по занимањима, како се одређују њихове плате и како на њихову ефикасност утичу разни фактори. Радна снага је роба коју испоручују радници, обично у замену за плату коју исплаћују предузећа. Пошто ови радници постоје као делови друштвеног, институционалног или политичког система, економија рада такође мора да узме у обзир друштвене, културне и политичке варијабле. Тржишта рада или тржишта посла функционишу кроз интеракцију радника и послодаваца. Економија рада посматра добављаче услуга рада (раднике) и оне који траже услуге рада (послодавце) и покушава да разуме резултујући образац плата, запослености и прихода. Ови обрасци постоје зато што се претпоставља да сваки појединац на тржишту доноси рационалне изборе на основу информација које зна у вези са платама, жељом за обезбеђивањем рада и жељом за разонодом. Тржишта рада су обично географски ограничена, али успон интернета је довео до „планетарног тржишта рада“ у неким секторима.
Радна снага државе укључује све оне који раде за добит на било који начин, као и незапослене који траже посао. Много фактора утиче на начин на који се радници користе и плаћају, укључујући и:
- Квалитете радне снаге (као што су здравље, ниво образовања, поделе специјалних тренинга и знања и степен покретљивости),
- Структурне карактеристике економије (пропорција између тешке производње, високотехнолошке производње и сервисне индустрије),
- Институционалне факторе (укључујући обим и снагу синдиката и радничких удружења, и постојање закона који одређује минималну плату).

Остали фактори као што су обичај и промене у пословном циклусу су такође уважени. Одређени општи трендови су широко прихваћени од стране економиста рада. На пример, ниво плата је виши на пословима са високим ризиком, у индустријама које захтевају виши ниво образовања или обуке, у економијама које имају висок проценат таквих индустрија и у индустријама које имају веома развијен синдикални покрет.

## Макро и микро анализа тржишта рада
Постоје две стране економије рада. Економија рада се генерално може посматрати као примена микроекономских или макроекономских техника на тржишту рада. Микроекономске технике проучавају улогу појединаца и појединачних фирми на тржишту рада. Макроекономске технике посматрају међуодносе између тржишта рада, тржишта роба, тржишта новца и спољнотрговинског тржишта. Сагледава како ове интеракције утичу на макро варијабле као што су нивои запослености, стопе учешћа, агрегатни приход и бруто домаћи производ.

## Макроекономија тржишта рада
Тржиште рада у макроекономској теорији показује да понуда рада превазилази потражњу, што је доказано растом плата који заостаје за растом продуктивности. Када понуда радне снаге премашује потражњу, плата се суочава са притиском за смањење због могућности послодавца да изабере из групе радне снаге која премашује скуп послова. Међутим, ако је потражња за радном снагом већа од понуде, плата се повећава, јер запослени имају већу преговарачку моћ, док послодавци морају да се такмиче за ограничену радну снагу.
Радна снага (LF) се дефинише као број радно способних људи, који су или запослени или активно траже посао (незапослени). Стопа учешћа у радној снази (LFPR) је број људи у радној снази подељен са величином одраслог цивилног неинституционалног становништва (или са популацијом радног узраста која није институционализована), LFPR = LF/популација.
Нерадна снага укључује оне који не траже посао, оне који су институционализовани (као што су затвори или психијатријска одељења), супружнике који остају код куће, децу која нису радно способна и оне који служе војску. Ниво незапослености се дефинише као радна снага минус број људи који су тренутно запослени. Стопа незапослености се дефинише као ниво незапослености подељен радном снагом. Стопа запослености се дефинише као број људи који су тренутно запослени подељен са одраслим становништвом (или са популацијом радног узраста). У овим статистикама самозапослени се рачунају као запослени.
Тржиште рада има способност да створи већу деривативну ефикасност рада, посебно на националном и међународном нивоу, у поређењу са једноставнијим облицима дистрибуције рада, што доводи до већег финансијског раста БДП-а и производње. Ефикасно тржиште рада је важно за приватни сектор, јер повећава приход од деривата кроз смањење релативних трошкова рада. Ово претпоставља да се подела рада користи као метод за постизање трошковне ефикасности.
Променљиве као што су ниво запослености, ниво незапослености, радна снага и непопуњена слободна радна места називају се варијабле залиха, јер мере количину у одређеном тренутку. Могу се супротставити проточним варијаблама које мере количину током одређеног времена. Промене у радној снази су последица варијабли тока као што су природни прираштај становништва, нето имиграција, нови уласци и пензионисање. Промене у незапослености зависе од прилива (незапослени који почињу да траже посао и запослени који губе посао који траже нови) и одлива (људи који се запосле и људи који престају да траже посао). Посматрајући укупну макроекономију, идентификовано је неколико врста незапослености, које се могу поделити у две категорије природне и неприродне незапослености.
Природна незапосленост
- Фрикциона незапосленост – Ово одражава чињеницу да је људима потребно време да пронађу и настане се на новим пословима за које сматрају да су прикладни за њих и њихов скуп вештина.[7] Технолошки напредак често смањује фрикциону незапосленост; на пример, интернет претраживачи су смањили трошкове и време везано за лоцирање запослења или избор особља.[11]
- Структурна незапосленост – Број расположивих послова у индустрији није довољан да обезбеди посао свим особама које су заинтересоване за рад или су квалификоване за рад у тој индустрији. Ово може бити због промена у индустријама које преовлађују у некој земљи или зато што су плате за индустрију превисоке, што доводи до тога да људи желе да снабдевају своју радну снагу тој индустрији.[7]
- Природна стопа незапослености (позната и као пуна запосленост) – Ово је збир фрикционе и структурне незапослености, која искључује цикличне доприносе незапослености (нпр. рецесије) и сезонске незапослености. То је најнижа стопа незапослености коју стабилна привреда може очекивати да ће постићи, с обзиром на то да је извесна фрикцијска и структурна незапосленост неизбежна. Економисти се не слажу ни око висине природне стопе, са проценама од 1% до 5%, ни око њеног значења – неки је повезују са „неубрзавањем инфлације“. Процењена стопа варира између земаља и током времена.[7]

Неприродна незапосленост
- Незапосленост са мањком потражње (такође позната као циклична незапосленост) – У кејнзијанској економији, било који ниво незапослености изнад природне стопе вероватно је последица недовољне потражње за робом у укупној економији. Током рецесије, укупни расходи су дефицитарни, што узрокује недовољну искоришћеност инпута (укључујући радну снагу). Агрегатни расходи (AE) се могу повећати, према Кејнсу, повећањем потрошње (C), повећањем инвестиционе потрошње (I), повећањем државне потрошње (G) или повећањем нето извоза минус увоз (X−M), пошто AE = C + I + G + (X−M).
- Сезонска незапосленост – Незапосленост због сезонских флуктуација тражње за радницима у различитим индустријама, као што је малопродаја, након што су празници који укључују много куповине завршени.[7]